# 文斯
文斯是奥地利蒂罗尔州伊姆斯特县的一个市镇。总面积29.6平方公里，总人口2051人，人口密度69.3人/平方公里（2005年）。